# Nyby, Bälinge

Nyby är en by i Bälinge socken i Uppsala kommun.
Byn omtalas i dokument första gången i årliga räntan 1540 som en skattegård om 1/2 mantal, 2 öresland. 1540-1547 innehar gården en utjord i Lusen.